# 켄 팁튼
켄 팁턴(Ken Tipton, 1952년 10월 23일 ~ )은 미국의 배우이다.
엘패소에서 태어났다.

## 영화
- 하트 오브 더 비홀더 (2005년)
- 더 서틴스 이어 (1999, The Thirteenth Year)
- 오퍼레이션 달마시안 (1997년)
- 기쁠 때나 슬플 때나 (1996년)
- 바이 바이 러브 (1995년)
- 총알 탄 사나이 3 (1994년)
- 링 오브 파이어 2 (1993년)
- 돌아온 톰 소여와 허클베리 핀 (1990년)